# Погода на серпень
«Погода на серпень» (латис. «Laika prognoze augustam») — радянський художній фільм 1983 року, драма за мотивами повісті Володимира Краковського «Літо поточного року». 

## Сюжет
Ілмар, тринадцятирічний підліток, живе з батьками в новому будинку і дружить з сусідською дівчинкою Інгою. До них приїжджає гість, знаменитий органіст Нормунд Норіс. Ілмар бачить, що друг залицяється до його матері, і вона схильна піти з сім'ї. Хлопчик ховається на старій квартирі і ледь не гине, коли зранку приходять будівельники і починають зносити руїни.

## У ролях
- Угіс Крастіньш — Ілмар
- Тереза Лінкайте — Інга
- Мірдза Мартінсоне — Регіна, мати Ілмара
- Сергій Юдін — Ерік, батько Ілмара
- Гірт Яковлєв — Нормунд Норіс
- Болеслав Ружс — епізод

## Знімальна група
- Сценарій: Володимир Аленіков
- Режисер: Луція Лочмеле
- Оператор: Гвідо Скулте
- Художник: Василь Масс
- Композитор: Мартіньш Браунс